# 张薰华
张薰华（1921年12月31日—2021年2月1日），江西九江人，中国经济学家，复旦大学教授、博士生导师，经济学系原主任，中国人民抗日战争胜利70周年纪念章、庆祝中华人民共和国成立70周年纪念章获得者，中国大陆首位向政府提出土地批租建议的学者，毕业于复旦大学经济学系。

## 生平
1921年生于江西九江，幼年时母亲与祖父先后病逝，被迫前往上海投奔外祖母和姨母。1937年淞沪会战爆发，迁回九江，后携弟弟与妹妹返回上海，在此期间就读于苏州工业学校土木科专业并参加接受中共领导的上海学生抗日救亡协会，之后因投靠堂兄便经温州至丽水，1940年高中毕业后，考入复旦大学农学院茶叶专业，后转专业至经济学。1944年加入接受中共南方局领导的中国学生导报社，1945年毕业后当选复旦大学毕业同学会主席，留校任教，1947年加入中国共产党。1949年8月1日担任复旦大学校务委员会校务委员并兼常务委员，主持学校行政工作。1952年起退出行政工作，专心于教育与学术。1959年被选派至中央党校理论班脱产学习三年。1962年至1984年担任复旦大学经济系主任（文化大革命期间中断）。1984年，发表的《论社会主义经济中地租的必然性》中指出，“土地的有偿使用关系到土地的合理使用和土地的公有权问题，级差地租应该成为国家的财源之一，港澳的租地办法可以采用”，在中国大陆第一次提出了土地批租建议，奠定了城市土地使用最重要的理论基础，催生了中国改革开放后的土地批租政策，为中国土地批租制度的建立提供了理论依据。2021年2月1日凌晨2点24分在上海市第一人民医院逝世，享年100岁。

## 荣誉
- 国家教委 “全国优秀教师”称号（1989年）
- 国家环境保护局、国家教委“全国环境教育先进个人”称号（1995年）
- 上海市第九届哲学社会科学学术贡献奖（2008年）
- 第二届世界马克思经济学奖（2012年）
- 中国人民抗日战争胜利70周年纪念章（2015年）
- 庆祝中华人民共和国成立70周年纪念章（2019年）[5]